# Wapen van Goirle

Wapen van de gemeente Goirle

Het wapen van Goirle  werd op 14 oktober 1818 aan de Noord-Brabantse gemeente Goirle toegekend. De gemeente werd in 1810 afgesplitst van de heerlijkheid Tilburg en Goirle.

## Geschiedenis
Het wapen is nieuw ontworpen. Goirle had nooit een eigen schepenbank gehad en voorheen nooit een wapen gevoerd. De burgemeester vroeg in 1815 een wapen aan met daarop het hoofd van St. Jan de Doper, die de patroonheilige van de plaats zou zijn. In 1816 werd hetzelfde wapen opnieuw aangevraagd waarop het werd verleend, met alles behalve de schotel in rijkskleuren.

## Beschrijving
De beschrijving van het wapen van Goirle luidt:
Een blaauw schild beladen met een schotel van zilver, op dewelke is gesteld een manshoofd van goud.
N.B.:
- De heraldische kleuren zijn lazuur (blauw), zilver (wit) en goud (geel). Met uitzondering van de schotel is het schild uitgevoerd in de rijkskleuren, omdat verder geen kleuren waren gespecificeerd.